# Ellis megye (Oklahoma)
Ellis megye az Amerikai Egyesült Államokban, azon belül Oklahoma államban található. Megyeszékhelye Arnett, legnagyobb városa Shattuck. Lakosainak száma 3749 fő (2020. április 1.). Ellis megye Harper, Roger Mills, Woodward, Dewey, Beaver, Hemphill és Lipscomb megyékkel határos.

## Népesség
A megye népességének változása:
| Lakosok száma | 4155 | 4054 | 4096 | 4170 | 4231 | 3749 |
|               | 2010 | 2011 | 2012 | 2013 | 2015 | 2020 |